# Agustines Recol·lectes
Les monges agustines recol·lectes són un orde religiós femení de clausura, branca femenina de l'Orde dels Agustins Recol·lectes, que són una reforma de l'Orde de Sant Agustí. És un orde de vida contemplativa, dedicat a l'oració, en un clima de silenci i austeritat, amb presència, particularment, a Espanya i Mèxic. Les monges, com els frares, fan servir les sigles O.A.R.
Tot i que de vegades han rebut el nom d'Agustines Descalces Recol·lectes, no s'han de confondre amb les Agustines Descalces fundades per Joan de Ribera en 1597, que són un orde diferent.

## Història
El seu origen és similar al de l'orde masculí. Al mateix capítol general de l'orde agustí que va tenir lloc a Toledo en 1588, es va decidir obrir sis monestirs reformats amb una regla més austera i rigorosa: tres de masculins i tres de femenins.
Va haver-hi, paral·lelament tres reformes, impulsades per persones diferents. L'anomenada "primera reforma" va ser la que fundà el primer monestir femení reformat a Madrid el 24 de desembre de 1589, per la noble Prudencia Grillo amb la intervenció d'Alonso de Orozco, que va redactar-ne les constitucions. Amb les mateixes constitucions es van fundar els convents de Salamanca (1594), Vitigudino, Arenas (1620) i Màlaga.
La "segona reforma" va ser la de Joan de Ribera, en 1597, que va originar les Agustines Descalces.
La "tercera reforma" va ser la més important. Es va iniciar el 1603, quan la mare Mariana de San José, en col·laboració amb Agustín Antolínez, agustí catedràtic a Salamanca, va organitzar el tercer convent reformat de l'orde agustí, a Eibar, per al qual van preparar amb unes constitucions més completes i acords amb l'espiritualitat del moment. Aquestes constitucions, acabades el 1616 i aprovades per Pau V en 1619, seguien la Forma de vivir de Luis de León, que eren els estatuts dels agustins recol·lectes, i marquen el veritable inici de la recol·lecció femenina. El novembre de 1625, Urbà VIII les va imposar a totes les comunitats d'agustines recol·lectes.
En poc temps, van fundar-se cases d'agustines recol·lectes a les principals ciutats de Castella i Aragó i a Lisboa (1664), Galway (Irlanda, 1650), Puebla (1688), Oaxaca (1697), Guadalajara (Mèxic) (1720) i Lima (1640, N. Sra. del Prado). En acabar el segle xvii, la congregació tenia ja 37 monestirs.
Entre les agustines recol·lectes que han destacat per la seva vida hi ha: Antonia de Jesús (1612-95), fundadora dels convents de Granada, Chiclana i Medina Sidonia; Isabel de la Madre de Dios (1614-87), fundadora de Serradilla i Calzada; Guadalupe Vadillo (1874-1967), restauradora de la recol·lecció a Mèxic; Esperanza Ayerbe (1890-1967), missionera a la Xina i cap de les Missioneres Agustines Recol·lectes, i Mónica de Jesús (1889-1964).
Des del final del segle xviii, l'orde es va veure molt afectat, com tots, pel clima anticlerical, les lleis de secularització i les guerres. Moltes cases van desaparèixer i altres van veure molt migrats els seus recursos. Fins a la segona meitat del segle XX no es va veure una certa recuperació de l'orde, especialment a Mèxic.
Al final de 2008 comptaven amb 45 monestirs: 28 a Espanya, 13 a Mèxic, i un als Estats Units, Filipines, Brasil i Kenya. Estan agrupats en dues federacions: la d'Espanya i la de Mèxic.